# Oxygenator
Ein Oxygenator ist ein medizintechnisches Produkt, das Blut mit Sauerstoff anreichert und Kohlenstoffdioxid aus dem Blut entfernt. Er wird zur Aufrechterhaltung des Gasaustausches in der Herzchirurgie als Einzelteil der Herz-Lungen-Maschine verwendet und in der Intensivmedizin zur Behandlung von akutem Lungenversagen. Der Oxygenator ersetzt kurzzeitig die Funktion der Lunge. Es gibt Film-, Blasen- und Membranoxygenatoren, wobei in Deutschland fast ausschließlich letztere verwendet werden.

## Filmoxygenator
Der erste Oxygenator war der Mayo-Gibbon-Sieboxygenator aus dem Jahr 1953 (benannt nach der Mayo Clinic und dem Chirurgen John Heysham Gibbon). Das von einer Rollenpumpe geförderte Blut fließt über großflächige Siebe in fast reiner Sauerstoffumgebung. An der so vergrößerten Blutoberfläche findet der Gasaustausch statt.
Das gleiche Prinzip verfolgten Scheibenoxygenatoren: In einem horizontalen Zylinder rotieren Scheiben, die zu ca. einem Drittel in Blut eintauchen und so von einem Blutfilm bedeckt werden, an dessen vergrößerter Oberfläche der Gasaustausch stattfindet.
Beide Verfahren sind kaum zu steuern. Die Materialien müssen nach jedem Gebrauch aufwändig gereinigt und sterilisiert werden. Außerdem ist der direkte großflächige Kontakt mit Sauerstoff wenig blutschonend. Plasmaproteine werden denaturiert, Thrombozyten sowie Erythrozyten werden angegriffen und können Schaden nehmen.

## Blasenoxygenator (Bubbleoxygenator)
Beim Blasenoxygenator oder Dispersionsoxygenator erfolgt eine Dispersion von Gas in Blut. Eingeführt wurde der Dispersionsoxygenator von Denton Cooley. Bereits 1955 konnte Blut durch Gasblasen mit Sauerstoff angereichert werden. Dazu lässt man Gasbläschen in einer Blutsäule aufsteigen. Der Gasaustausch findet direkt an der Oberfläche der Gasbläschen statt.
Wenn der Gasfluss erhöht wird, erzeugt man mehr und kleinere Bläschen, wodurch die Sättigungsleistung steigt.
Wie beim Filmoxygenator lässt sich dabei aber der Partialdruck des Sauerstoffs nicht unabhängig vom Partialdruck des Kohlendioxids steuern. Unter Umständen muss dem Gasgemisch sogar wieder Kohlendioxid zugesetzt werden. Um die Gefahr von Mikroembolien durch Gasbläschen zu minimieren, muss ein Entschäumer verwendet werden.
Trotz der Nachteile war dieser Oxygenatortyp für entscheidende Fortschritte und eine große Verbreitung der Herzchirurgie verantwortlich.

## Membranoxygenator
Der Membranoxygenator mit einer semipermeablen Membran zwischen Blut und Gas wurde von Willem J. Kolff und R. Balzer 1955 entwickelt und zum ersten Mal 1956 eingesetzt, in größerem Umfang seit etwa 1980. Heute wird in Deutschland praktisch nur dieser Oxygenatortyp verwendet.
Bei diesem Verfahren ist die Gas- von der Blutseite durch eine Membran getrennt – ähnlich der menschlichen Lunge. Der Gasaustausch findet entlang der gasdurchlässigen Membran durch Partialdruckdifferenzen der beteiligten Gase statt. Die Mischung von Druckluft und Sauerstoff wird mittels eines Gasblenders (elektronisch oder analog) eingestellt.
Es ist strömungstechnisch schwierig, einen Kompromiss zwischen Blutschädigung, Thromboseneigung und gutem Gasaustausch zu finden. Aus diesem Grund kommen heutzutage bei allen Membranoxygenatoren Beschichtungen zum Einsatz.
Diese Beschichtungen bestehen meist aus Heparin, allerdings gibt es auch heparinfreie Polymerbeschichtungen.
Diese Polymere sind meist Amphiphile. Durch diese Polymere wird die ehemals hydrophobe Faseroberfläche hydrophil. Sobald eine Flüssigkeit an der Membranfaser entlang geleitet wird, bildet sich an ihrer Oberfläche ein dünner Film aus Wassermolekülen, wodurch eine geringere Reibung und eine niedrigere Thrombogenität erreicht wird.
Es gibt zwei Arten von Oxygenierungsfasern:
1. Polypropylen-basierte Fasern (hochporös, nicht plasmadicht)
2. Polymethylpenten-basierte Fasern (plasmadicht).

Bei Polypropylen-basierte Fasern (PP) kann es zum Übertritt von Blutplasma aus der Blutphase des Oxygenators in die Gasphase kommen; die sogenannte Plasmaleckage. Es bildet sich ein Schaum, der den Gasfluss durch den Oxygenator verringert und dadurch die Gastransferleistung des Oxygenators mindert. Polypropylenmembranen besitzen mikroporöse Kapillaren, die exzellente Gasaustauscheigenschaften aufweisen, aber langfristig auch für geringe Mengen Blutplasma durchlässig sind. Sie finden ihren Einsatz z. B. in der Herz-Lungen-Maschine und sind für Einsatzzeiträume im Stundenbereich zugelassen.
Weiterhin sind PP-Fasern durchlässig für Narkosegase wie z. B. Sevofluran oder Desfluran. Somit ist es möglich, eine Gasnarkose während einer herzchirurgischen Operation durch die extrakorporale Zirkulation weiterzuführen. Der Nutzen dieser Funktion ist umstritten; die Studienlage dazu ist unzureichend.
Plasmadichte Fasern bestehen aus Polymethylpenten (PMP) und haben eine plasmadichte Beschichtung, wodurch sie für Einsatzzeiträume von bis zu 14 Tagen zugelassen sind. Sie werden bei prolongierten extrakorporalen Zirkulationen (ECMO) eingesetzt. Sie entwickeln keine Plasmaleckage, weisen jedoch eine etwas geringere Gastransferleistung, als polypropylenbasierte Membranoxygenatoren. Durch die glattere Oberfläche sind die PMP-Membranen blutschonender und indizieren eine verbesserte Biokompatibilität.
Membranoxygenatoren sind sterile Einmalprodukte und müssen daher nicht gereinigt oder aufbereitet werden.

## Wärme- und Kälteübertragung
Alle heute verwendeten Oxygenatoren besitzen zusätzlich einen Wärmeübertrager, der das durchströmende Blut mit Hilfe von Wasser erwärmen oder abkühlen kann. Dafür werden sowohl Systeme aus Edelstahl als auch Kapillarsysteme aus Kunststoff verwendet. Um die Effizienz zu erhöhen, fließt das Blut immer entgegen oder quer zur Flussrichtung des Wassers.

## Integration weiterer Funktionen
Die Entwicklung geht hin zur Integration weiterer Funktionen in die Oxygenatoren, z. B. Pumpfunktion durch integrierte Zentrifugalpumpe, Ballonpumpe oder integrierte Sensorik für relevante Blutparameter. Durch diese Integration reduziert sich das extrakorporal geförderte Volumen, wodurch Begleiterscheinungen der Oxygenator-Therapie wie Anämie, Hypothermie, Hämolyse, Koagulation oder Thrombozytenaggregation verringert werden.